# Graphoderus
Graphoderus – rodzaj wodnych chrząszczy z rodziny pływakowatych i podrodziny Dytiscinae.

## Morfologia
Chrząszcze o owalnym, słabo wypukłym i najczęściej wyraźnie z tyłu rozszerzonym ciele, pokrytym z wierzchu i od spodu drobnymi punktami. Obecne na przedpleczu czarne, poprzeczne pasy nie są ze sobą połączone po bokach, czym chrząszcze te odróżniają się od rodzaju Acilius. Pokrywy z widocznymi rzędami nakłuć, ubarwione żółtawo lub żółtawobrązowawo z ciemnymi, zlewającymi się plamkami. Samce mają na trzech pierwszych członach odnóży przedniej, a często też środkowej pary przyssawki. Odnóża tylne opatrzone są włosami pływnymi po obu stronach golenii i stóp, które są zwieńczone niejednakowej długości pazurkami.
Larwy pływakowatych z tego rodzaju różnią się od larw z rodzaju Acilius nierozwidlonym wyrostkiem wargi dolnej.

## Rozprzestrzenienie
Pływakowate te ograniczone są w swym zasięgu do Holarktyki. W Polsce występują 4 gatunki: G. austriacus, kreślinek nizinny, G. cinereus i G. zonatus.

## Systematyka
Do rodzaju tego należy 14 znanych gatunków:

- Graphoderus adamsii (Clark, 1864)
- Graphoderus austriacus (Sturm, 1834)
- Graphoderus bieneri Zimmermann, 1921
- Graphoderus bilineatus (De Geer, 1774) – kreślinek nizinny
- Graphoderus cinereus (Linnaeus, 1758)
- Graphoderus fascicollis (Harris, 1828)
- †Graphoderus heeri Nilsson, 2001
- Graphoderus liberus (Say, 1825)
- Graphoderus manitobensis Wallis, 1933
- †Graphoderus mirabilis Riha, 1974
- Graphoderus occidentalis Horn, 1883
- Graphoderus perplexus Sharp, 1882
- Graphoderus rivulorum Gistel, 1857
- Graphoderus zonatus (Hoppe, 1795)